# Estreito de Bonifácio

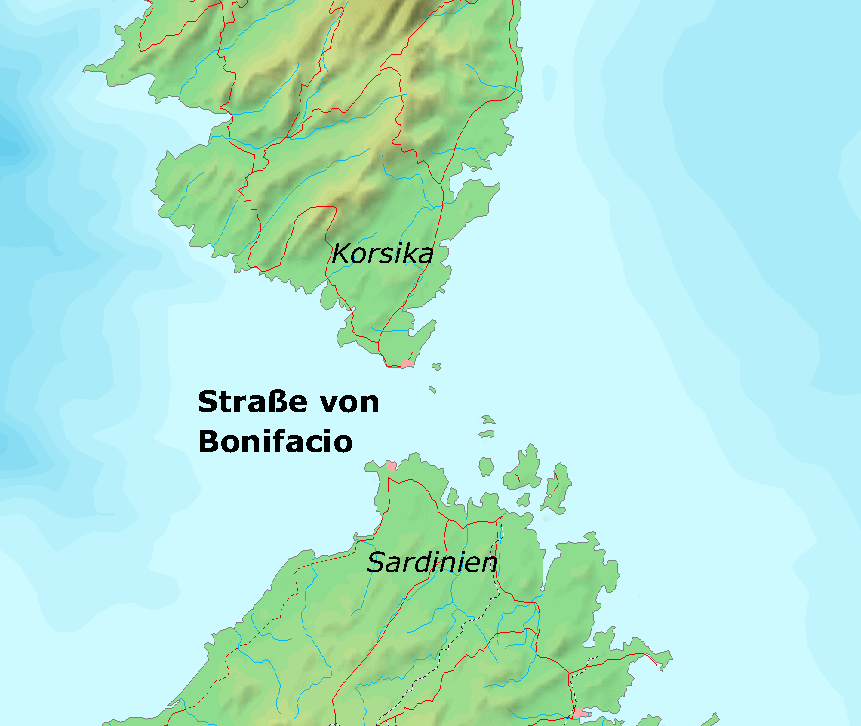
Estreito de Bonifácio

O estreito de Bonifácio (ou Bocas de Bonifacio; em italiano Bocche di Bonifacio) é um estreito de mar que separa as ilhas da Sardenha e da Córsega, no mar Mediterrâneo. Estas ilhas que distam no ponto mais próximo cerca de 11 km. O nome provém da cidade corsa de Bonifacio.
Permite ligar o mar da Sardenha (a oeste) com o mar Tirreno (a este) e tem uma largura de 15 a 20 km, com uma profundidade máxima de 100 m.
Na entrada ocidental encontram-se as ilhas italianas do arquipélago Maddalena e os ilhotes franceses de Cavallo e Lavezzi.
É muito conhecido dos navegadores pela periculosidade das suas águas, semeadas de escolhos e atravessadas por fortes correntes marítimas. Foram fatais para a fragata francesa Sèmillante que em 5 de fevereiro de 1855, enquanto seguia de Tolone para o mar Negro para participar na Guerra da Crimeia, por causa de uma violenta tempestade foi encalhar nos escolhos. No naufrágio morreram todos os 750 soldados que transportava. Desde 1993, após o naufrágio de um navio mercante, a passagem pelo estreito é proibida a navios que transportem mercadorias perigosas.